# Fraxetina
La fraxetina es una cumarina O-metilada. Se puede encontrar en Fraxinus rhynchophylla. La fraxina es un glucósido de la fraxetina.